# Prionomys batesi
Prionomys batesi és una espècie de mamífer rosegador de la família dels nesòmids. És l'única espècie del gènere Prionomys. Viu al Camerun, la República Centreafricana i la República del Congo, en boscos que es convertiren a sabana durant l'època glacial i que després foren colonitzats per la selva pluvial.
P. batesi és un rosegador petit amb el pelatge curt i espès. La part superior del cos és marró clar amb una transició fins a la part inferior gris. La cara és més clara que el cos. La cua té una cobertura dispersa de pèls curts i marrons. Les orelles són curtes i rodones. La llargada corporal és d'entre 54 i 90 mm, la llargada de la cua d'entre 67 i 112 mm, la llargada de les potes posteriors és d'entre 13,0 i 17,0 mm i la llargada de les orelles d'entre 8,0 i 13,7 mm.
És un animal nocturn que viu sobretot en arbres. Menja només formigues.
L'espècie fou anomenada en honor de l'ornitòleg i botànic estatunidenc George Latimer Bates.